# عزلة الحشابرة (الحديدة)

تعديل مصدري - تعديل

عزلة الحشابرة هي إحدى عزل مديرية الزيدية في محافظة الحديدة اليمنية ويبلغ تعداد سكانها 24180 نسمة حسب التعداد السكاني في اليمن لعام 2004.

## روابط خارجية
- الجهاز المركزي للإحصاء بالجمهورية اليمنية
- المركز الوطني للمعلومات باليمن
- World Gazetteer:Yemen
- الدليل الشامل